# Garcinia calycina
Garcinia calycina är en tvåhjärtbladig växtart som beskrevs av Wilhelm Sulpiz Kurz. Garcinia calycina ingår i släktet Garcinia och familjen Clusiaceae. Inga underarter finns listade i Catalogue of Life.